# Asura bougainvillicola
Asura bougainvillicola är en fjärilsart som beskrevs av Embrik Strand 1922. Asura bougainvillicola ingår i släktet Asura och familjen björnspinnare. Inga underarter finns listade i Catalogue of Life.